# Hymenochirus boulengeri
Hymenochirus boulengeri es una especie de anfibio anuro de la familia Pipidae.

## Distribución geográfica
Esta especie es endémica al noreste de la República Democrática del Congo.

## Etimología
Esta especie lleva el nombre en honor a George Albert Boulenger.

## Publicación original
- De Witte, 1930 : Liste des batraciens du Congo Belge (Collection du Musée du Congo Belge à Tervuren). Première partie. Revue de Zoologie et de Botanique Africaines. Tervuren, vol. 19, p. 232-273.[4]